# PaddleHeads de Missoula
Les PaddleHeads de Missoula (en anglais : Missoula PaddleHeads), anciennement Osprey de Missoula (en anglais : Missoula Osprey) sont une équipe des ligues mineures de baseball  de niveau recrue basée à Missoula, dans le Montana aux États-Unis. Le club fait partie de la Pioneer League et a été affilié aux Diamondbacks de l'Arizona de la Ligue majeure de baseball entre 1999 et 2019.
Les matchs locaux sont joués à Ogren Park at Allegiance Field, un stade pouvant accueillir 3 500 spectateurs.
L'Osprey a remporté le titre de la Pioneer League dès son arrivée à Missoula en 1999, puis en 2006 et 2012.

## Histoire

Ancien logo de l'Osprey de Missoula.

La franchise de ligue mineure est initialement formée à Pocatello en Idaho, où elle est basée de 1987 à 1991. Appelés Giants de Pocatello de 1987 à 1989 en raison de leur affiliation avec les Giants de San Francisco de la MLB, le club est renommé Pioneers en 1992. Après s'être appelé Gate City Pioneers (« Gate City », ou la « ville des portes », étant un surnom pour Pocatello) en 1990, elle joue simplement sous le nom de Pioneers de Pocatello en 1991. En 1992, la franchise est déménagée au Canada, où le baseball mineur revient à Lethbridge en Alberta après 8 ans d'absence. Les Mounties de Lethbridge prennent en 1996 le nom de Black Diamonds de Lethbridge lorsque débute leur association avec les Diamondbacks de l'Arizona, une franchise jouant sa première saison dans le baseball majeur en 1998 mais dont les différents clubs-écoles entrent en action deux ans plus tôt dans les ligues mineures.
En novembre 1998, l'annonce est faite que le club de Lethbridge est déplacé vers Missoula pour la saison 1999 mais demeure associé aux Diamondbacks. Le transfert amène le retour de la Pioneer League à Missoula après 39 ans d'absence, l'Osprey étant le premier club professionnel de la ville depuis les Timberjacks de Missoula, qui y étaient établis de 1956 à 1960.
L'Osprey de Missoula gagne la finale de la Pioneer League sur les Mustangs de Billings en 1999, sur les Chukars d'Idaho Falls en 2006 et sur les Raptors d'Ogden en 2012. Le club atteint aussi la finale en 2009 mais perd face aux Owls d'Orem. Le club fait partie de la division Nord de la ligue et est baptisé du nom du balbuzard pêcheur, ou « osprey » en anglais, un oiseau fréquemment aperçu dans l'ouest du Montana.
Miguel Montero (en 2002), Carlos González (en 2003), Emilio Bonifacio (en 2003), Gerardo Parra (en 2006), Paul Goldschmidt (en 2009), Adam Eaton (en 2009) et Archie Bradley (en 2011) sont quelques-uns des joueurs ayant commencé leur carrière professionnelle avec l'Osprey de Missoula avant d'atteindre les Ligues majeures.

## Saison par saison
| Saison                  | Saison régulière | Saison régulière | Saison régulière | Saison régulière | Saison régulière | Saison régulière | Saison régulière | Saison régulière | Manager           | Séries éliminatoires             | Séries éliminatoires             |
| Saison                  | Ligue            | Conférence       | Class.           | Vic.             | Déf.             | %Vic.            | Spectateurs      | Moyenne          | Manager           | Demi-finale                      | Finale                           |
| Osprey de Missoula      |                  |                  |                  |                  |                  |                  |                  |                  |                   |                                  |                                  |
| 1999                    | Pioneer League   | North            | 3e               | 45               | 31               | .592             | ?                | ?                | Joe Almaraz       | ?                                | ?                                |
| 2000                    | Pioneer League   | North            | 2e               | 44               | 32               | .579             | ?                | ?                | Chip Hale         | ?                                | ?                                |
| 2001                    | Pioneer League   | North            | 2e               | 52               | 24               | .684             | ?                | ?                | Chip Hale         | ?                                | ?                                |
| 2002                    | Pioneer League   | North            | 6e               | 35               | 41               | .461             | ?                | ?                | Jack Howell       | ?                                | ?                                |
| 2003                    | Pioneer League   | North            | 5e               | 36               | 40               | .474             | ?                | ?                | Tony Perezchica   | ?                                | ?                                |
| 2004                    | Pioneer League   | North            | 8e               | 27               | 46               | .370             | ?                | ?                | Jim Presley       | ?                                | ?                                |
| 2005                    | Pioneer League   | North            | 6e               | 34               | 42               | .447             | 67 922           | 1 787            | Hector de la Cruz | ?                                | ?                                |
| 2006                    | Pioneer League   | North            | 3e               | 42               | 34               | .553             | 70 062           | 1 894            | Hector de la Cruz | Mustangs de Billings (2-0)       | Chukars d'Idaho Falls (2-0)      |
| 2007                    | Pioneer League   | North            | 7e               | 27               | 49               | .355             | 86 881           | 2 286            | Damon Mashore     | -                                | -                                |
| 2008                    | Pioneer League   | North            | 8e               | 21               | 54               | .280             | 81 001           | 2 189            | Audo Vicente      | -                                | -                                |
| 2009                    | Pioneer League   | North            | 5e               | 40               | 36               | .526             | 85 034           | 2 238            | Audo Vicente      | Voyagers de Great Falls (2-1)    | Owlz d'Orem (1-2)                |
| 2010                    | Pioneer League   | North            | 7e               | 28               | 47               | .373             | 87 345           | 2 361            | Hector de la Cruz | -                                | -                                |
| 2011                    | Pioneer League   | North            | 4e               | 41               | 35               | .539             | 86 313           | 2 271            | Hector de la Cruz | Voyagers de Great Falls (1-2)    | -                                |
| 2012                    | Pioneer League   | North            | 4e               | 41               | 35               | .539             | 89 812           | 2 363            | Andy Green        | Voyagers de Great Falls (2-1)    | Raptors d'Ogden (2-1)            |
| 2013                    | Pioneer League   | North            | 7e               | 31               | 42               | .425             | 81 686           | 2 269            | Robby Hammock     | -                                | -                                |
| 2014                    | Pioneer League   | North            | 7e               | 36               | 40               | .474             | 84 429           | 2 345            | Audo Vicente      | -                                | -                                |
| 2015                    | Pioneer League   | North            | 2e               | 42               | 33               | .560             | 77 438           | 2 151            | Joe Mather        | Mustangs de Billings (2-1)       | Chukars d'Idaho Falls (2-1)      |
| 2016                    | Pioneer League   | North            | 7e               | 33               | 42               | .440             | 73 207           | 1 979            | Joe Mather        | -                                | -                                |
| 2017                    | Pioneer League   | North            | 3e               | 38               | 38               | .500             | 71 936           | 1 893            | Mike Benjamin     | Voyagers de Great Falls (0-2)    | -                                |
| 2018                    | Pioneer League   | North            | 5e               | 39               | 36               | .520             | 65 919           | 1 883            | Mike Benjamin     | -                                | -                                |
| 2019                    | Pioneer League   | North            | 2e               | 40               | 36               | .526             | 57 076           | 1 679            | Juan Francia      | -                                | -                                |
| PaddleHeads de Missoula |                  |                  |                  |                  |                  |                  |                  |                  |                   |                                  |                                  |
| 2020                    | Pioneer League   |                  |                  |                  |                  |                  |                  |                  |                   |                                  |                                  |
| Totaux                  | Totaux           | Totaux           | Totaux           |                  |                  |                  |                  |                  |                   | Bilan en playoffs : 16-11 (.593) | Bilan en playoffs : 16-11 (.593) |